# Organisatie voor Gerechtigheid en Vrede
De Organisatie voor Gerechtigheid en Vrede (OGV) is een Surinaamse pressiegroep die zich kant tegen schendingen van mensenrechten. Hoewel ze in 1987 als christelijke organisatie werd opgericht, vertegenwoordigt het mensen uit alle religies.
De OGV heeft verschillende aanpassingen van de Grondwet van Suriname voorgesteld. In 1992 nam De Nationale Assemblée een aantal wetsvoorstellen aan die door de organisatie geadviseerd waren. In 1996 ijverde ze voor het instellen van een Waarheidscommissie die de schendingen van de mensenrechten tussen 1980 en 1990 zou moeten onderzoeken.
Verder financierde ze in de jaren 1990 een educatief televisieprogramma over mensenrechten. Ook later herhaalde ze dit initiatief, zoals in 2022 met de productie van de televisie-uitzending Bewijs voor coup of bewijs voor moord? op Apintie Televisie en ABC. Het doel was een bijdrage aan het eerherstel van de slachtoffers die in 1982 op brute wijze vermoord werden (Zie: Decembermoorden).
In 1996 gaf ze een boekje aan de schoolgaande jeugd uit met de titel "Sporen zoeken" over de periode 1975-1995. Het boekje lag toen gevoelig en collega's stelden de vraag: "Als ervaren historici de geschiedenis niet willen schrijven omdat het te gevoelig ligt, waarom laten we dat kinderen dan doen?"
Een andere activiteit was de mobilisatie van burgers, door ze brieven te laten schrijven en persoonlijke ontmoetingen te laten hebben met de president van Suriname en parlementsleden. De organisatie wordt gefinancierd door lidmaatschapsgeld en sponsoring.
Op de dag van de definitieve veroordeling, op 20 december 2023, van Desi Bouterse tot 20 jaar en van Benny Brondenstein en Stephanus Dendoe, Iwan Dijksteel en Ernst Geffery tot 15 jaar gevangenisstraf, sprak voorzitster Betty Goede de hoop uit dat de nabestaanden hierna het laatste gedeelte kunnen verwerken. Toen Bouterse en Dijksteel echter voor hun gevangenneming vluchtten, bleek alles nog steeds niet achter de rug te zijn. In april 2024 drongen de OGV, Stichting 8 december 1982, de Vakcentrale-47 en advocaat en nabestaande Hugo Essed er bij de regering op aan de voortvluchtigen op te sporen.